# Öretjärnarna (Nyhems socken, Jämtland, 697493-148821)
Öretjärnarna är en sjö i Bräcke kommun i Jämtland och ingår i Ljungans huvudavrinningsområde. Sjön har en area på 0,0633 kvadratkilometer och ligger 312,3 meter över havet.

## Delavrinningsområde
Öretjärnarna ingår i det delavrinningsområde (697186-149026) som SMHI kallar för Utloppet av Idsjön. Medelhöjden är 323 meter över havet och ytan är 36,92 kvadratkilometer. Räknas de 198 avrinningsområdena uppströms in blir den ackumulerade arean 2 162,11 kvadratkilometer. Gimån som avvattnar avrinningsområdet har biflödesordning 2, vilket innebär att vattnet flödar genom totalt 2 vattendrag innan det når havet efter 158 kilometer. Avrinningsområdet består mestadels av skog (64 procent). Avrinningsområdet har 9,21 kvadratkilometer vattenytor vilket ger det en sjöprocent på 24,9 procent.